# Malaisemyia ornatissima
Malaisemyia ornatissima är en tvåvingeart som beskrevs av Alexander 1950. Malaisemyia ornatissima ingår i släktet Malaisemyia och familjen hårögonharkrankar.
Artens utbredningsområde är Myanmar. Inga underarter finns listade i Catalogue of Life.